# La Hougue des Géonnais
Das neolithische Passage Tomb La Hougue des Géonnais in St. Ouen auf der Kanalinsel Jersey war vor der Ausgrabung 1929 bereits größtenteils zerstört. Neuere Ausgrabungen (1985–1990) haben gezeigt, dass seine zunächst D-förmige Kammer wahrscheinlich bereits im Neolithikum um einen rechteckigen Bereich erweitert wurde. Erhalten sind acht in situ befindliche Steine des Ganges, einer der Kammer und drei umgefallene Tragsteine (zwei in der Kammer, einer im Gang). 

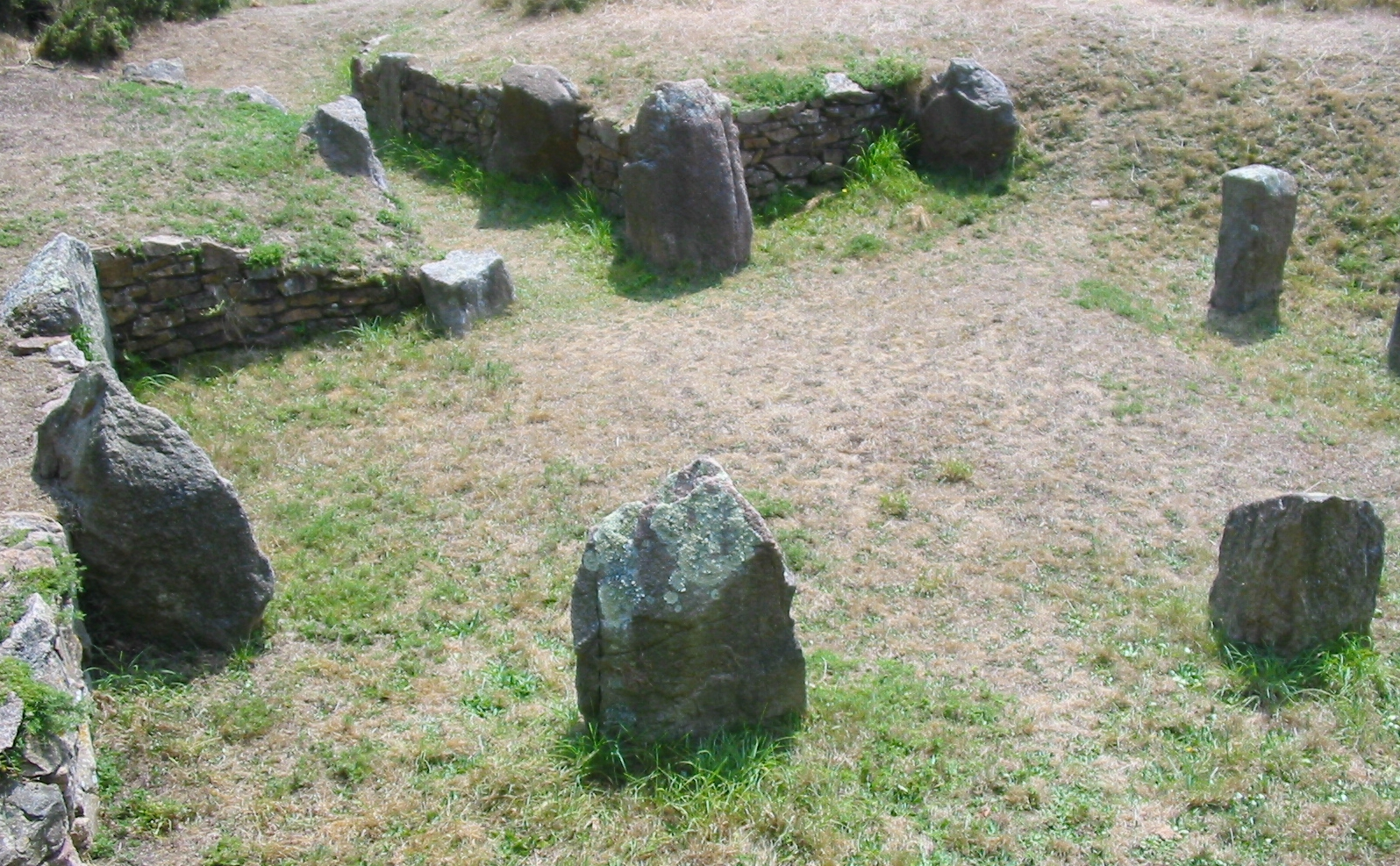
La Hougue des Géonnais

Es gab auf Jersey zwei weitere Passage Tombs, die derartig große Kammern haben (La Pouquelaye de Faldouet und das nach England verbrachte Le Mont de la Ville). Die Decken der geometrisch etwas unterschiedlichen Kammern der Megalithanlagen können nicht mit großen Steinen abgedeckt gewesen sein. Ihre randständigen Orthostaten sind zu klein (niedrig), um Decksteine der erforderlichen Größe zu stützen. Auch ein Kraggewölbe, wie es zeit- und raumnah in Nordfrankreich zum Einsatz kam, ist eher ungeeignet. Es ist zwar denkbar, dass die Kammern Holzdächer hatten, allerdings erbrachten die neuen Ausgrabungen dafür keine Belege. Die Kammern der Denkmäler waren ggf. unbedeckt und bildeten, während sie in Gebrauch waren, offene Arenen.
Eine Menge von Funden einschließlich Feuerstein-Schabern, Pfeilspitzen, zerbrochenen Handmühlen und Töpferware wurde gemacht.